# Kairos (album)
Kairos è il dodicesimo album del gruppo metal brasiliano Sepultura. Il disco è uscito il 24 giugno 2011 in Europa e il 12 luglio in Nordamerica.

## Storia
Nell'estate del 2010 i Sepultura hanno firmato un contratto con la Nuclear Blast annunciando l'uscita di un album nel 2011. La band è entrata in studio con il produttore Roy Z tra dicembre 2010 e marzo 2011 nei Trama Studios di San Paolo, stesso studio dove è stato registrato A-Lex.
A marzo è stato annunciato che l'album si sarebbe chiamato Kairos e sarebbe uscito a fine primavera/inizio estate.

## Tracce
1. Spectrum – 4:03
2. Kairos – 3:37
3. Relentless – 3:36
4. 2011 – 0:30
5. Just One Fix (cover dei Ministry) – 3:33
6. Dialog – 4:57
7. Mask – 4:31
8. 1433 – 0:31
9. Seethe – 2:27
10. Born Strong – 4:40
11. Embrace the Storm – 3:32
12. 5772 – 0:29
13. No One Will Stand – 3:17
14. Structure Violence (Azzes) – 5:39
15. 4648 – 0:29
16. Firestarter (Bonus Track; cover dei The Prodigy) – 4:28
17. Point of No Return (Bonus Track) – 3:27

## Formazione
- Andreas Kisser - chitarra
- Derrick Green - voce
- Jean Dolabella - batteria, percussioni
- Paulo Jr. - basso